# Nantes (São Paulo)
Nantes é um município brasileiro do estado de São Paulo. Sua população estimada pelo IBGE em 2024 era de 2.699 habitantes.

## História

### Formação territorial-administrativa
Histórico da formação do município:
- Distrito criado pela Lei nº 2.456, de 30/12/1953, no município de Iepê.
- Município criado pela Lei nº 9.330, de 27/12/1995.

## Geografia
Localiza-se a uma latitude 22º37'14" sul e a uma longitude 51º14'13" oeste, estando a uma altitude de 418 metros. Possui uma área de 285,4 km².

## Demografia

### População
| Crescimento populacional                             | Crescimento populacional | Crescimento populacional | Crescimento populacional |
| Ano                                                  | População Total          |                          | %±                       |
| ---------------------------------------------------- | ------------------------ | ------------------------ | ------------------------ |
| 2000                                                 | 2 269                    |                          | —                        |
| 2010                                                 | 2 707                    |                          | 19,3%                    |
| 2022                                                 | 2 660                    |                          | −1,7%                    |
| Est. 2024                                            | 2 699                    | [ 8 ]                    | 1,5%                     |
| Fontes: Censos Demográficos IBGE e Estimativas SEADE |                          |                          |                          |

### Dados demográficos
Dados do Censo - 2000
População Total: 2.269
- Urbana: 1.659
- Rural: 610
- Homens: 1.160
- Mulheres: 1.109

Densidade demográfica (hab./km²): 7,95
Mortalidade infantil até 1 ano (por mil): 22,18
Expectativa de vida (anos): 68,16
Taxa de fecundidade (filhos por mulher): 2,36
Taxa de Alfabetização: 81,13%
Índice de Desenvolvimento Humano (IDH-M): 0,722
- IDH-M Renda: 0,655
- IDH-M Longevidade: 0,719
- IDH-M Educação: 0,793

(Fonte: IPEADATA)

## Infraestrutura

### Energia
A concessionária de energia elétrica que atende o município é a Energisa Sul-Sudeste, antiga Caiuá (distribuidora do grupo Rede Energia).

### Comunicações
O sistema de telefones automáticos, assim como o sistema de discagem direta à distância (DDD) com o código de área (0182), foram implantados pela Telecomunicações de São Paulo (TELESP).
Na década de 90 o código DDD da cidade foi alterado para (018), para padronização do sistema telefônico com a telefonia celular que estava sendo implantada em todo o estado.

## Religião
O Cristianismo se faz presente na cidade da seguinte forma:

### Igreja Católica
- A igreja faz parte da Diocese de Assis.[17]

### Igrejas Evangélicas
Entre as igrejas protestantes históricas, pentecostais e neopentecostais, encontram-se na cidade:
- Assembleia de Deus Ministério do Belém.[20][21]
- Congregação Cristã no Brasil.[22]
- Igreja Presibiteriana Independente do Brasil.[23]